# Adnan al-Kassar
Adnan al-Kassar (ur. 1930 w Bejrucie, zm. 2 maja 2025) – libański przedsiębiorca i polityk, sunnita. Ukończył prawo na Uniwersytecie św. Józefa w Bejrucie. W 2004 r. został mianowany ministrem ekonomii i handlu w gabinecie Omara Karamiego. W latach 2009–2011 był sekretarzem stanu w rządzie Saada Haririego.